# Pheidole adrianoi
Pheidole adrianoi är en myrart som beskrevs av Marcio A. Naves 1985. Pheidole adrianoi ingår i släktet Pheidole och familjen myror. Inga underarter finns listade i Catalogue of Life.

## Bildgalleri

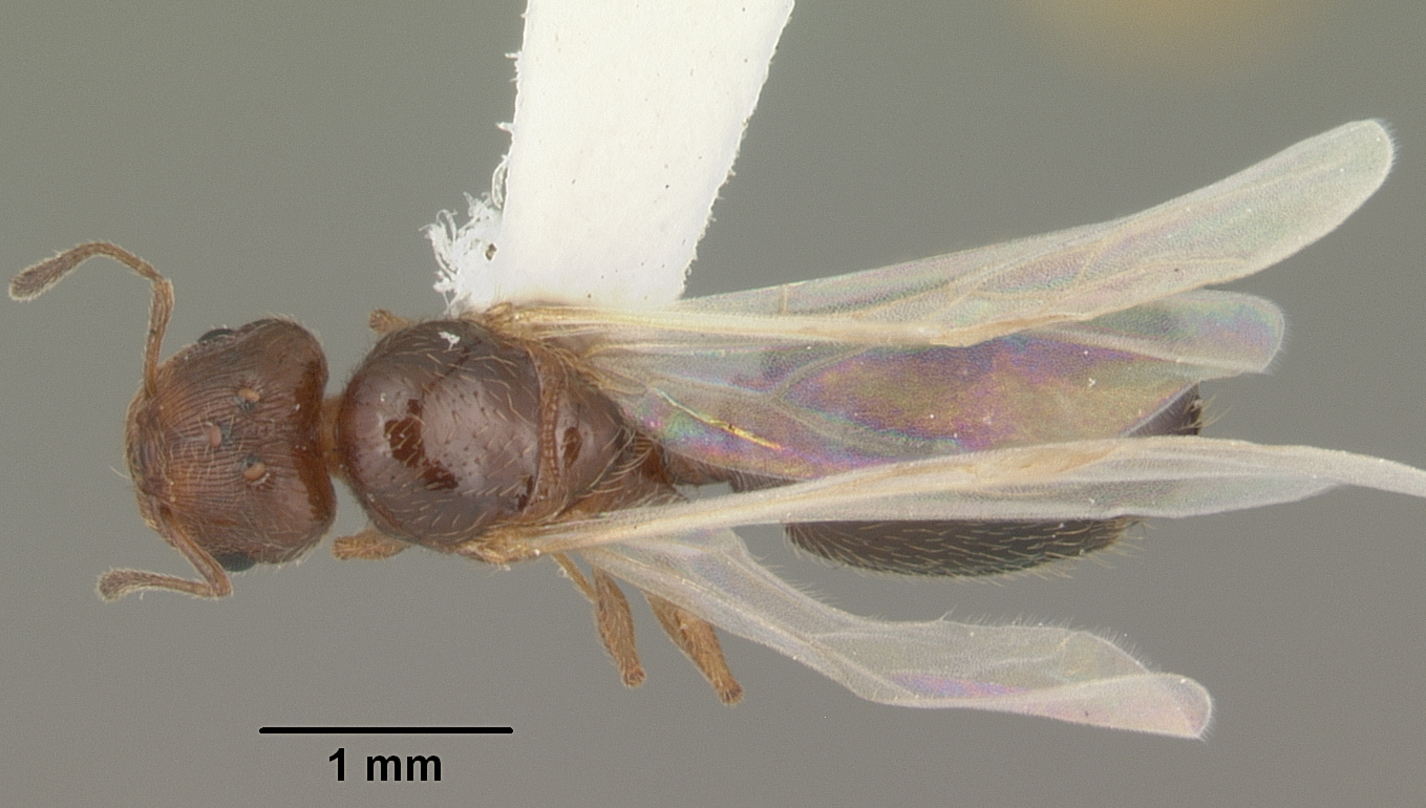
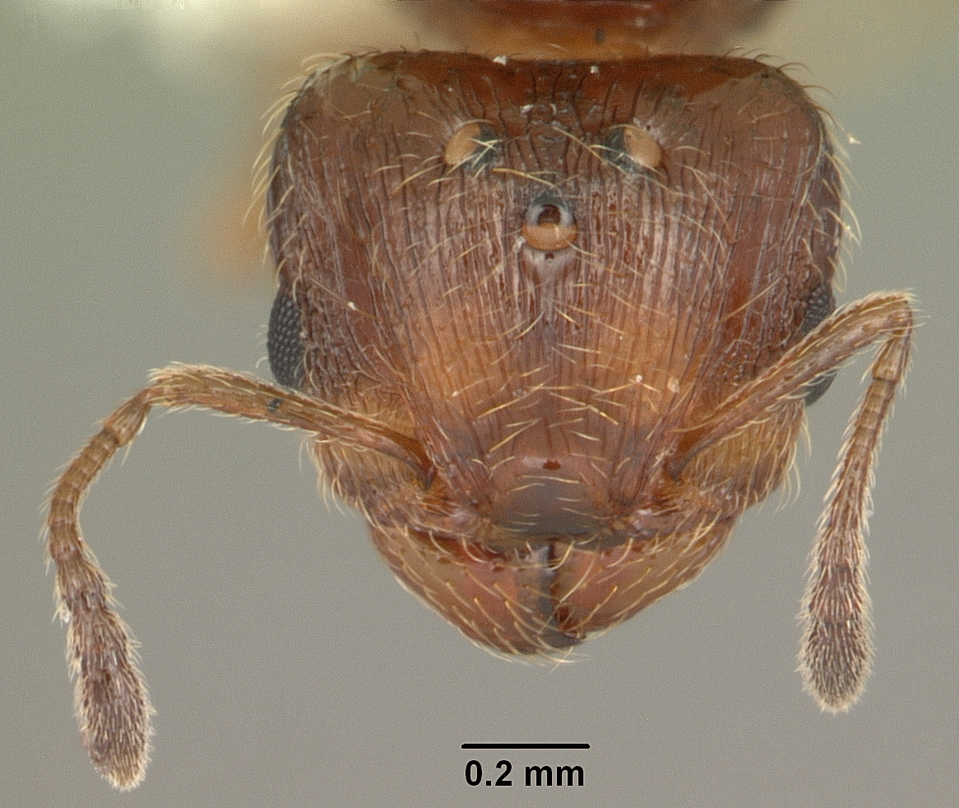
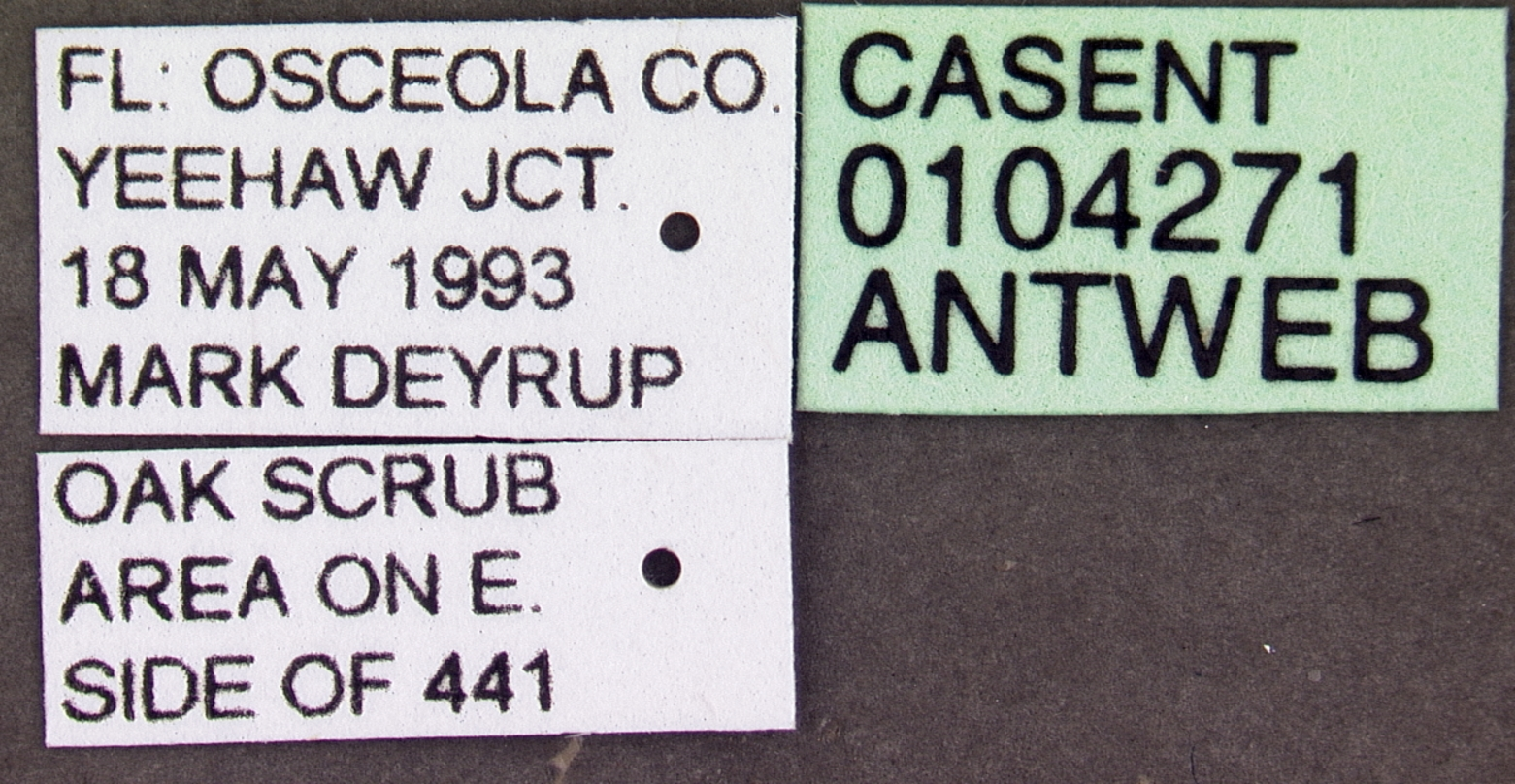
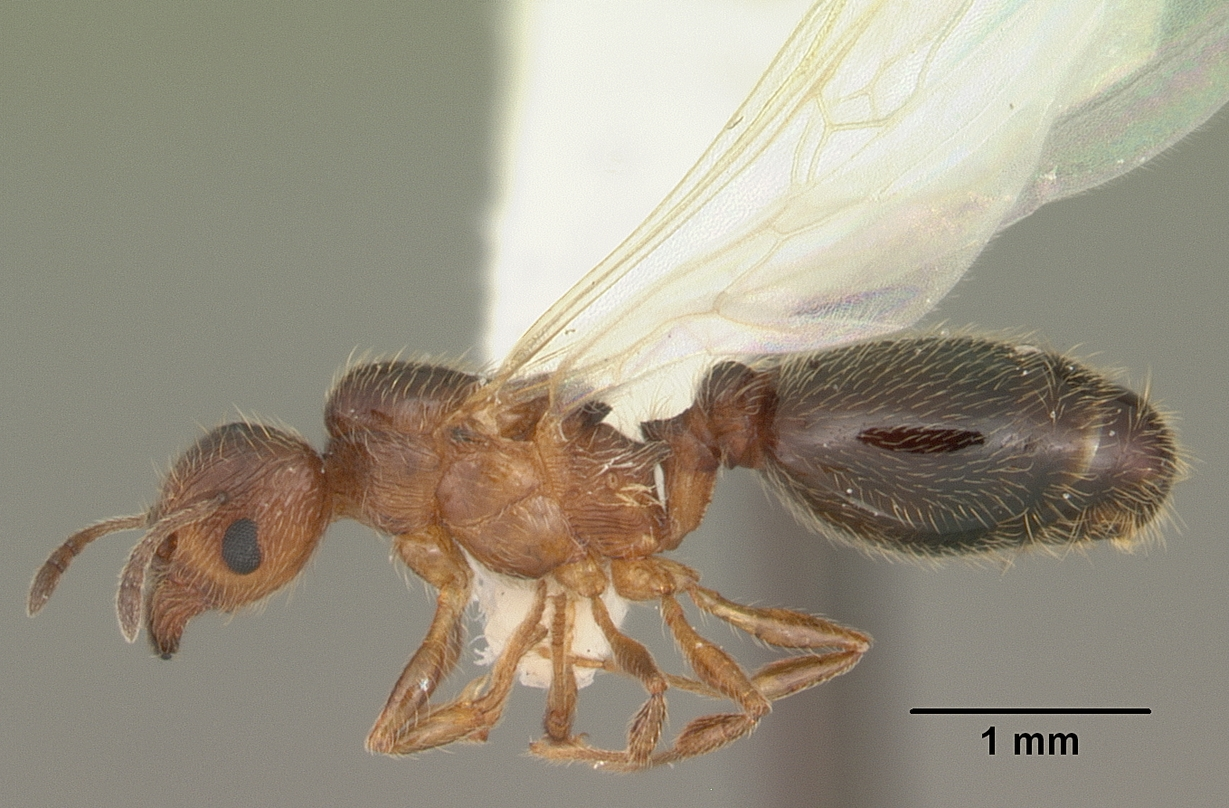
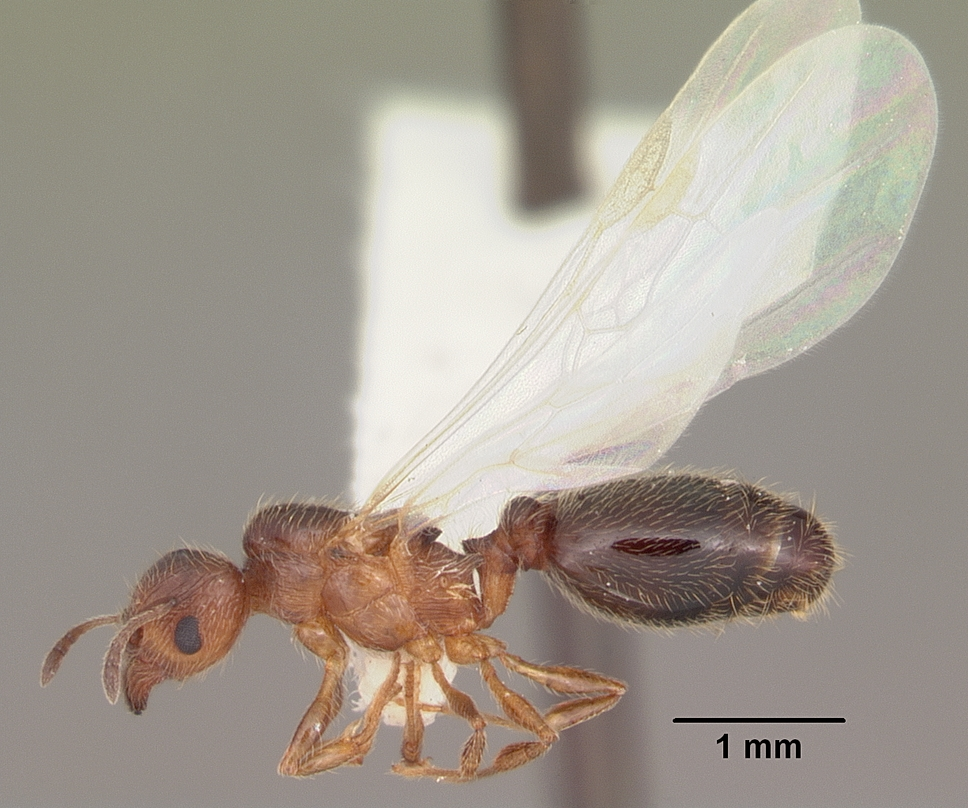
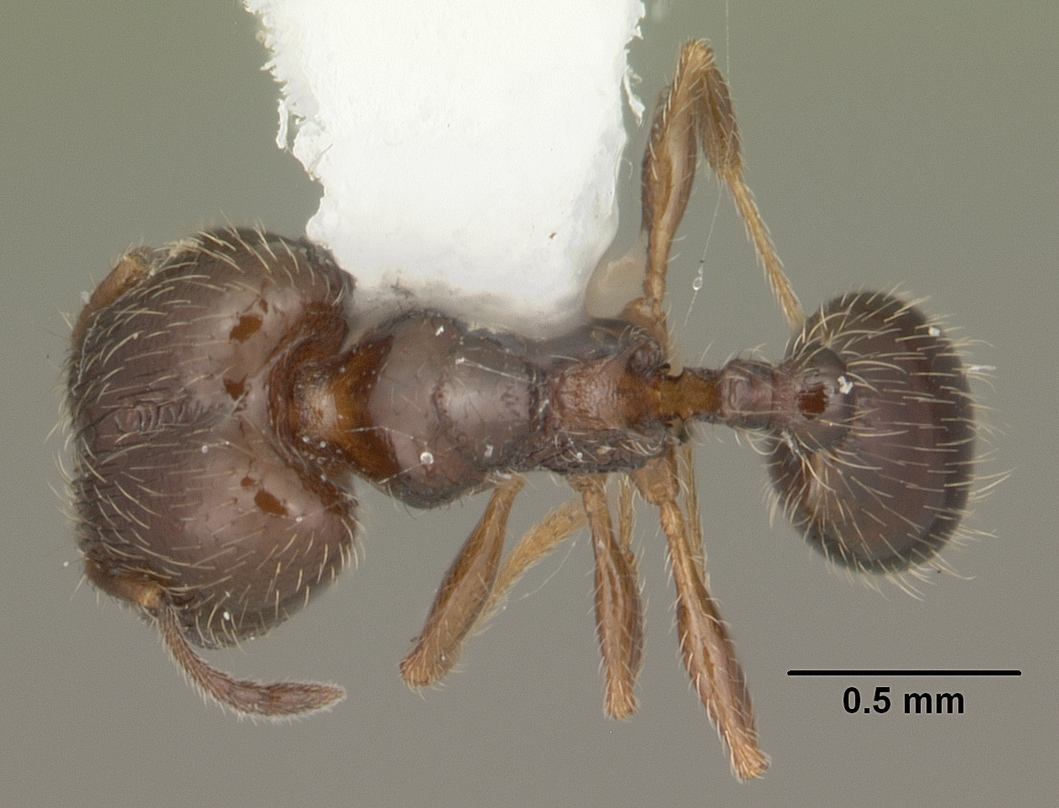